# Luxembourg aux Jeux olympiques d'été de 2008
Le Luxembourg participe aux Jeux olympiques d'été de 2008 à Pékin.

## Athlètes engagés

### Athlétisme
Hommes :
- David Fiegen

### Cyclisme sur route
Hommes :
- Kim Kirchen (46e, +2 min 51 s)
- Andy Schleck (5e, +0 min 00 s)
- Fränk Schleck (43e, +2 min 38 s)

| Athlète       | Compétition      | Temps         | Rang |
| ------------- | ---------------- | ------------- | ---- |
| Andy Schleck  | Course en ligne  | 6 h 23 min 49 | 4e   |
| Fränk Schleck | Course en ligne  | 6 h 26 min 27 | 42e  |
| Kim Kirchen   | Course en ligne  | 6 h 26 min 40 | 45e  |
| Kim Kirchen   | Contre-la-montre | 1 h 06 min 29 | 22e  |

### Gymnastique

#### Artistique
Hommes :
- Sascha Palgen (lb)

| Athlète       | Compétition      | Appareil | Appareil | Appareil       | Appareil | Appareil          | Appareil   | Qualification | Qualification | Finale  | Finale  |
| Athlète       | Compétition      | Saut     | Sol      | Cheval d'arçon | Anneaux  | Barres parallèles | Barre fixe | Total         | Rang          | Total   | Rang    |
| ------------- | ---------------- | -------- | -------- | -------------- | -------- | ----------------- | ---------- | ------------- | ------------- | ------- | ------- |
| Sascha Palgen | Concours complet | 15.725   | 15.200   | 13.000         | 14.325   | 14.225            | 13.600     | 86,075        | 37e           | éliminé | éliminé |

### Judo
Femmes :
- Marie Muller

### Voile
Hommes :
- Marc Schmit (lb) (Laser)

### Natation
Femmes :
- Christine Mailliet (lb)

Hommes :
- Laurent Carnol
- Alwin de Prins (lb)
- Raphaël Stacchiotti

### Tennis de table
Femmes :
- Ni Xia Lian

### Triathlon
Femmes :
- Liz May

Hommes :
- Dirk Bockel

## Liste des médaillés

### Médailles d'or
| Sport              | Discipline | Sportifs | Performance |
| Médailles d'or : 0 |            |          |             |

### Médailles d'argent
| Sport                  | Discipline | Sportifs | Performance |
| Médailles d'argent : 0 |            |          |             |

### Médailles de bronze
| Sport                   | Discipline | Sportifs | Performance |
| Médailles de bronze : 0 |            |          |             |